# Automatic Dialogue Recording
Der englische Begriff Automatic Dialogue Recording (ADR) (deutsch: automatische Dialogaufnahme), auch Additional Dialogue Recording (deutsch: zusätzliche Dialogaufnahme) oder Automatic Dialogue Replacement (deutsch: automatische Dialogersetzung), bezeichnet die nachträgliche Aufnahme von Dialogen in der professionellen Filmnachbearbeitung. Das Verfahren gehört zur Postproduktion bei der Filmentstehung.
Gründe für das ADR können sein:
- Der beim Filmdreh aufgezeichnete Dialog ist inhaltlich oder technisch unzureichend.
- Dialogfragmente sollen nachträglich ergänzt werden.
- Der Film hat keinen Originalton (zum Beispiel bei Animationsfilmen).
- Der Film soll in eine andere Sprache übersetzt werden. In diesem Fall wird häufig auch von Sprachsynchronisation gesprochen.

## Technik
Der Film wird für das ADR in sogenannte Takes (engl. für Einstellung) aufgeteilt. Das sind kurze Abschnitte des Films, die dann Abschnitt für Abschnitt abgearbeitet werden.
Unterschieden wird zwischen On- und Off-Takes. On-Takes sind die Sprachtakes, bei denen sich der/die Sprechende innerhalb des Filmbildes befindet. Off-Takes sind diejenigen, bei denen außerhalb des Filmbildes gesprochen wird. Bei den On-Takes muss schon bei der Aufnahme des ADRs darauf geachtet werden, dass Lippensynchronität eingehalten wird. Nach Abschluss der Aufnahmen mit den Schauspielern werden die aufgenommenen Dialogfragmente in der Regel noch technisch nachbearbeitet, um die Lippensynchronität zusätzlich zu erhöhen.
In der Regel sind folgende Personen involviert:
- Die Schauspieler
- Der Regisseur (Schauspielerauswahl und Schauspielerführung)
- Ein Synchron-Editor (verantwortlich für Lippensynchronität)
- Ein Tonmeister (verantwortlich für den Klang/die Ton-Perspektiven)
- Ggf. die Aufnahmeleitung (koordiniert den Ablauf/die Termine)

Damit die Aufnahmen später für verschiedene Handlungsorte im Film verwendet werden können, wird möglichst „trocken“, das heißt ohne Nachhall, aufgenommen. In der späteren Filmmischung werden dann Hall, Echo und andere notwendige Audioeffekte hinzugefügt. Ein neutraler Klang wird häufig dadurch erreicht, dass sich die Schauspieler beim Sprechen im sogenannten „Zelt“ befinden. Das Zelt ist technisch gesprochen ein reflexionsarmer Raum, seine Wände bestehen aus schweren Stoffen, die den Diffusschall absorbieren.